# Jezail

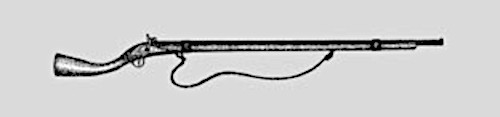
Un jezail.

El jezail, llamado también jezzail en idioma Pastún, era un arma larga de avancarga, simple, rentable y frecuentemente de fabricación artesanal. Fue utilizada en el pasado en la India británica, el Asia Central y en partes del Medio Oriente.

## Características

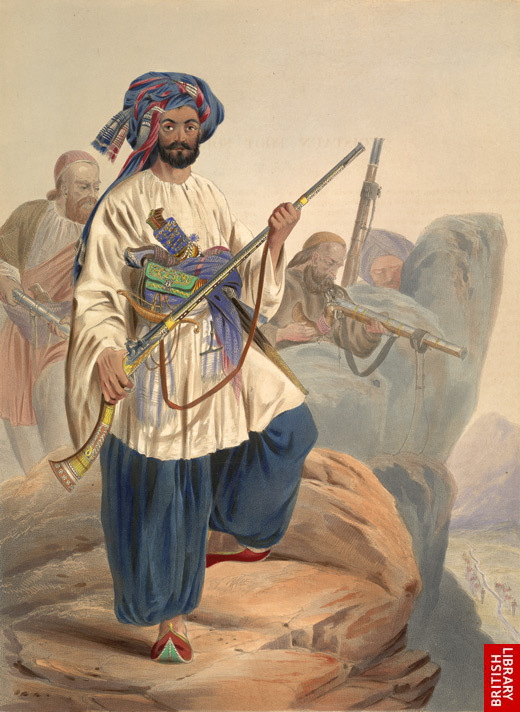
Litografía fechada durante la primera guerra anglo-afgana, de un kohistaní con su jezail.

Los jezailes eran por lo general armas hechas artesanalmente y en consecuencia variaban en su construcción. Los jezailes fueron vistos como armas muy personales, y a diferencia de las típicas armas de guerra de la época, que eran muy simples y utilitarias, los jezailes solían ser bien diseñados y por lo general estaban artísticamente decorados.
Los jezailes solían tener cañones muy largos. Este tipo de armas largas no eran comunes en Europa, y solo se podrían comparar a los fusiles de avancarga estadounidenses como el Fusil Kentucky. Sin embargo, los fusiles estadounidenses fueron utilizados para la caza y tendían a ser de un calibre más pequeño (de 8 a 11 mm). Los jezailes se diseñaron generalmente para uso militar y por lo tanto tendían  a ser de calibres más grandes que los fusiles estadounidenses, con calibres de 12 a 19 mm y aun mayores. Los calibres más grandes fueron posibles porque la gran longitud del cañón del jezail típico significaba que era un arma más pesada que los mosquetes típicos de la época. Los jezailes normalmente pesaban alrededor de 5,44 a 6,35 kg, en comparación con los 4,08 a 4,53 kg de un mosquete típico. El elevado peso del jezail le permitía absorber más fuerza del disparo, haciendo que el tirador sintiera menos retroceso.
Muchos jezailes eran armas de ánima lisa, pero algunos tenían ánima rayada. El estriado, combinado con la gran longitud del cañón hizo que estas armas fueran muy precisas para su tiempo.
El mecanismo de disparo era típicamente una llave de mecha o una de pedernal. Dado que los mecanismos de pedernal son complejos y difíciles de fabricar, muchos jezailes utilizaban las llaves de mosquetes Brown Bess robados o rotos.
El alcance típico de un jezail es de alrededor de 250 metros. A menudo eran disparados usando un soporte bifurcado o un bípode.
Las culatas eran hechas a mano y estaban ricamente decoradas, con una curva característica que no se ve en las culatas de otros mosquetes. La función de esta curva se debate. Algunos dicen que es de naturaleza meramente decorativa. Otros dicen que la curva de las culatas permitió que se escondiera bajo el brazo y se sostuviera fuertemente contra el cuerpo, en lugar de ser sostenida en el hombro como un mosquete o fusil típico. El argumento en contra de este método de disparo es que la chispa estaría peligrosamente cerca de la cara y el arma sería difícil de apuntar. Es más probable que el fusil solo se escondiera bajo el brazo, mientras se montaba a caballo o en camello. También se ha señalado que el arma era disparada agarrando la culata cerca del gatillo, como una pistola, mientras que la parte curvada permanece escondida bajo el antebrazo del tirador, permitiendo al usuario que el fusil se disparara con una mano mientras se estaba montando.

## Guerras anglo-afganas

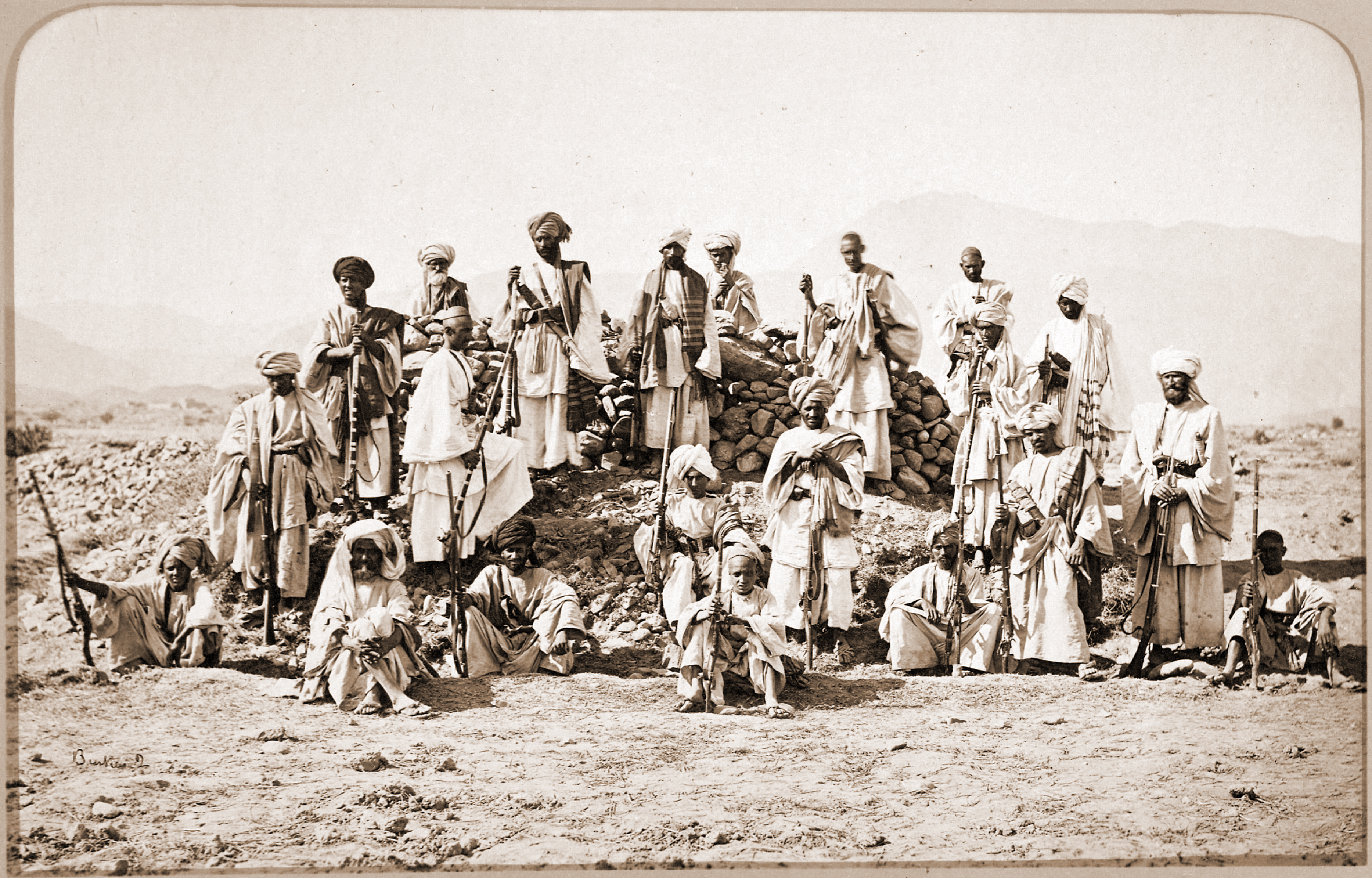
Grupo de guerrilleros Afridi fotografiados con sus jezailes en 1878, durante la segunda guerra anglo-afgana.

Durante este período, el jezail fue la principal arma de largo alcance de los guerreros afganos y fue utilizado con gran efecto contra las tropas británicas. Los mosquetes británicos de ánima lisa tipo Brown Bess eran efectivos solo a menos de 137,16 metros y precisos a menos de 45,72 metros. Debido a su ventaja en el alcance, los rebeldes afganos solían usar el jezail en emboscadas desde lo alto de los acantilados, a lo largo de valles y desfiladeros. Esta táctica devastó a los británicos en varias ocasiones durante su malograda retirada de Kabul a Jalalabad. A pesar de las ventajas sobre el Brown Bess, las fuerzas británicas usualmente eran capaces de derrotar a los guerrilleros afganos armados con jezailes cuando se enfrentaban en un terreno relativamente plano.
En la primera guerra anglo-afgana los británicos establecieron un acantonamiento fuera de Kabul, con paredes de tierra que les llegaban aproximadamente hasta la cintura. Rodeando el acantonamiento existían varias fortalezas abandonadas que estaban aunque fuera del alcance de los mosquetes británicos pero estaban lo suficientemente cerca para el disparo de un jezail. Cuando los ghazi y otras fuerzas afganas sitiaron Kabul y el acantonamiento, ocuparon las fortalezas abandonadas y las usaron para atacar con francotiradores a las fuerzas británicas desde una posición segura.
Una descripción de la Biblioteca Británica fechada en la primera guerra anglo-afgana:

Los francotiradores afganos eran expertos tiradores y sus juzzailes disparaban balas irregulares, largos clavos de hierro e inclusive guijarros a un alcance de más de unos 250 metros. Los afganos pueden echarse a la espalda sus grandes fusiles como si fuesen plumas y saltar ágilmente de roca en roca. Ellos adoran decorar sus fusiles: [El Teniente James] Rattray escribió haber hallado uno decorado con dientes humanos.

## En la literatura británica
El jezail más notable, al menos en la literatura occidental, es el arma que hirió al Dr. Watson, el biógrafo ficticio del detective ficticio Sherlock Holmes, en la Batalla de Maiwand durante su servicio militar en Afganistán. En Estudio en escarlata, Watson menciona haber sido herido en el hombro. Sin embargo en El signo de los cuatro, Watson da la localización de la herida en la pierna. En El aristócrata solterón, Watson se refiere a la bala del jezail y dice que esta "en uno de mis miembros". Estas discrepancias han provocado debates por parte de los fanes de Sherlock Holmes acerca de cuál de estos lugares es el lugar "correcto" de la herida.
Se menciona en varias ocasiones en algunos de los libros de Wilbur Smith, siendo su uso más notable en El Monzón. También fue mencionado en las aventuras de Flashman escritas por George MacDonald Fraser, cuyo protagonista describe la terrible masacre de las tropas del ejército británico en retirada de Kabul a Jalalabad por los jezailchis afganos.
Se utiliza como una metáfora de un arma barata en la poesía de Rudyard Kipling llamada "Aritmética en la Frontera" que describe las bajas británicas en las guerras coloniales:
Una escaramuza en una estación fronteriza
A galope por algún desfiladero oscuro
Dos mil libras de educación
Caen ante un jezail de diez rupias.
Otra referencia al jezail tiene lugar en la novela de Kipling "El hombre que pudo ser rey", donde se menciona al jezail de Kohat en el mismo párrafo que los fusiles británicos más avanzados Snider y Martini. Kohat es una región del actual Pakistán.
P. G. Wodehouse en su obra "El pequeño guerrero" (1920, publicado en Inglaterra con el título de "Jill el imprudente") describe cómo el personaje Tío Chris, en la India durante su primera campaña en las colinas, "subía y bajaba por delante de sus hombres bajo una lluvia de balas de jezail".

## Uso contemporáneo
Actualmente el jezail ya no tiene un amplio uso en la guerra, cualquiera que sea su naturaleza. Sin embargo un número limitado de estos fueron utilizados por los rebeldes Mujahideen durante la guerra de Afganistán. Armas derivadas del jezail, apenas reconocibles y por lo general denominadas "armas del campo", se pueden encontrar en uso en las zonas rurales de la India -sobre todo en el estado de Uttar Pradesh.